# 名古屋國際會議場

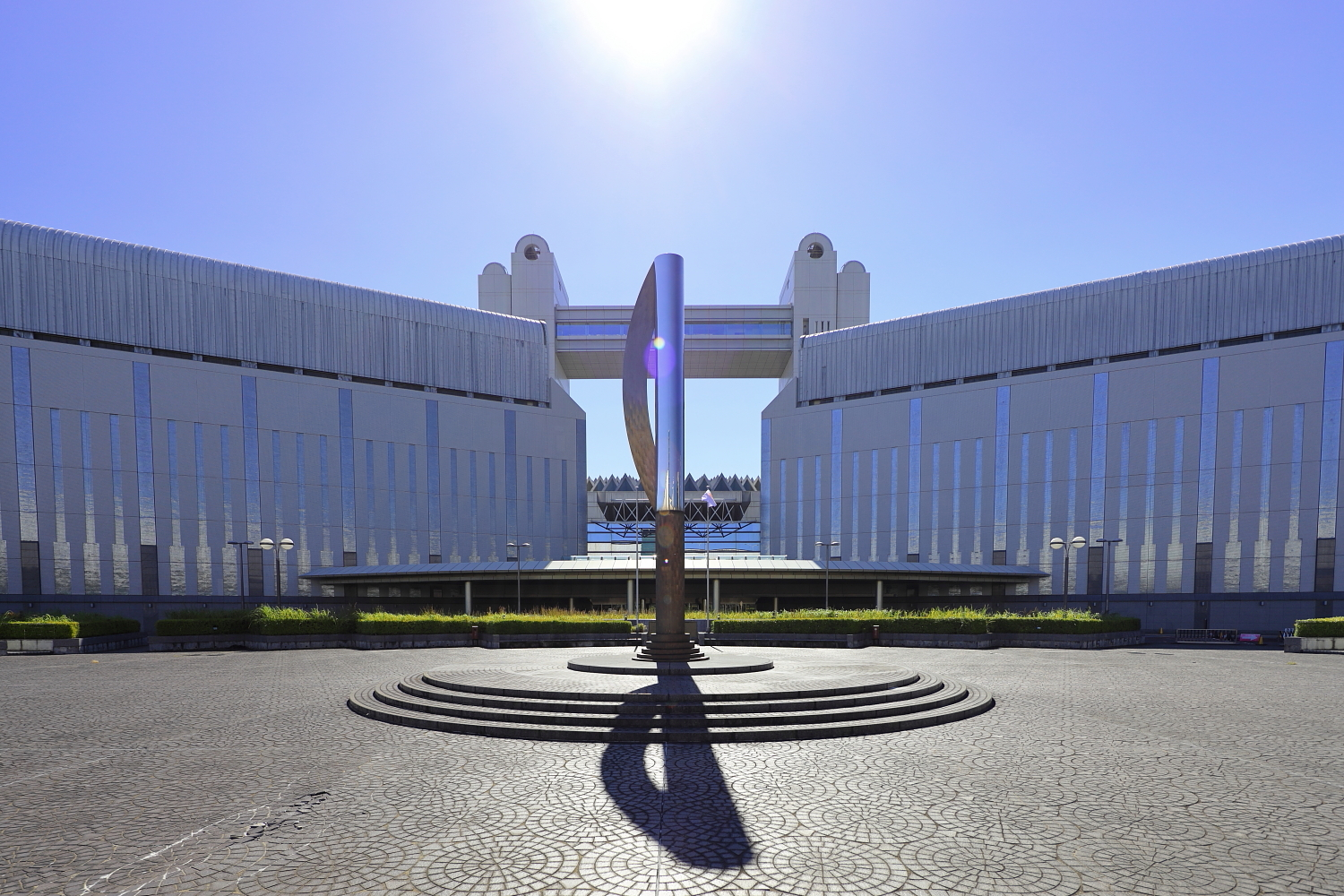
名古屋國際會議場

名古屋國際會議場（日語：名古屋国際会議場），愛知縣名古屋市熱田區熱田西町天鵝公園内的大型多功能會議場所。

## 概要
1989年，為紀念名古屋成為市制城市100週年，名古屋市建成了天鵝世紀廣場（白鳥センチュリープラザ），並於1990年舉行世界設計博覧會（世界デザイン博覧会）。
天鵝公園內有從地面、在水面、從空中漂浮的天鵝展翅圖像。
世紀廳（センチュリーホール）有3000個座位、國際會議中心及三間餐廳。中庭有達文西的幻想馬術雕像 （Leonardo's horse）。
2005年 ，由於普門館進行裝修，全日本吹奏樂大賽初中及高中的全國決賽（全国大会）場地改到名古屋國際會議場的世紀廳。
2010年10月11日，第10屆生物多樣性公約締約國會議（COP10）在名古屋國際會議場舉行，並簽定了名古屋議定書（Nagoya Protocol）及愛知目標（愛知ターゲット，Aichi Target）同意。
由於普門館大館（大ホール）暫停開放，2012年、2013年及2014年的全日本吹奏樂大賽初中及高中的全國決賽（全国大会）場地改到了名古屋國際會議場。

## 主要設施和座位數
- 世紀廳 - 3,012座位
- 活動大廳
- 天鵝館
- 籃板應用館
- 國際會議廳
- 展覽室
- 會議室
- 《柔和》餐廳
- 《級聯》食堂
- 《百合》咖啡廳休息室

## 到訪及交通
- 停車場配備600個停車位
- 名古屋東海4號快線
- 名古屋市營地鐵
- 明光線日比野站[1]，步行5分鐘
- 名城線
- 名古屋市內公交

## 外部連結
- 名古屋國際會議場官方網頁 （页面存档备份，存于）